# Notiocharis maai
Notiocharis maai är en tvåvingeart som beskrevs av Quate 1967. Notiocharis maai ingår i släktet Notiocharis och familjen fjärilsmyggor. Inga underarter finns listade i Catalogue of Life.